# امرأتان (فلم 1975)
امرأتان هو فيلمٌ مصريٌ أُنتج عام 1975.
قصة الفيلم مستوحاة من مسرحية مروحة الليدي ويندرميرر لأوسكار وايلد.

## قصة الفيلم
سميرة (نيللي) سيدة جميلة متزوجة من أدهم (محمد الدفراوي) رجل الأعمال الثري ولها بنت منه. لكنه مشغول عنها دائماً بعمله. تذهب للتنزه في الإسكندرية كسراً للملل مع صديقه عادل (صلاح نظمي). لكن أدهم يرفض هذا التصرف، وتؤيده أخته خديجة (عزيزة حلمي)، ولذلك يطلق سميرة، ويأخذان الطفلة إلى بلد آخر، ويقولا لها أن والدتها ماتت.
يقوم عادل بخطبة سميرة، ثم يهديها للثري رستم (عماد حمدي) المقيم في لبنان لتمارس الحب معه دون علمها بمخطط عادل!  وبعد أن اكتشف رستم أن سميرة لا علم بها بأنها هدية عادل لرستم، يقوم الأخير بطرد عادل، وتعيش سميرة في كنف رستم.
يقوم خليل نوار المخرج المسرحي باستغلال موهبة سميرة في الرقص والغناء في مسارح بيروت باسم نوال. ومع مرور الزمن يموت أدهم، وتكبر هدى ابنة سميرة، ثم تتزوج من الدكتور كمال (نور الشريف).
يلتقي الطيار مختار هاشم (أحمد مظهر)، صديق كمال، بالنجمة نوال أثناء سفره لبيروت، وتنشأ قصة حب بينهما، ويرغبان بالزواج. يعودان إلى مصر، وتعرف نوال ما حدث لهدى، لكن قلة يعرفون أن نوال هي سميرة، ومنهم خديجة هانم، عمة هدى، وصديقتها عنايات (فتحية شاهين).
تقيم هدى حفلاً لذكرى زواجها من كمال، وتدعو نوال. تشعر نوال بالإغماء، فيساعدها كمال، وتعتقد هدى أن كمال يُقبّل نوال. تقوم هدى بطرد نوال أمام الحضور. ثم تقرر الانتقام من كمال بالذهاب إلى بيت صديقه رشدي (عبد الرحمن أبو زهرة) الذي كان يريد الزواج منها قبل زواجها بكمال.
تطلب خديجة، عمة هدى، من نوال أن تعيد هدى لزوجها. لذلك تذهب نوال لشقة رشدي لتنقذ هدى. وفي هذه الأثناء يأتي بالصدفة الأصدقاء الثلاثة، مختار؛ وكمال؛ ورشدي إلى الشقة، وتحاول نوال وهدى الهرب عبر المطبخ، لكن هدى تنسى مروحتها في غرفة نوم رشدي. يعثر كمال على المروحة، فيعتقد أن هدى تخونه مع رشدي. لكن نوال، التي هرّبت هدى، تظهر لهم وتقول أن المروحة هدية من هدى لها. فيعتقد مختار بدوره أن نوال تخونه مع رشدي، وتقرر السفر للخارج. لكن هدى توضح لمختار وكمال حقيقة ما حدث، ويعود مختار لنوال.

## شخصيات الفيلم
- نيللي في دور سميرة أم هدى والفنانة نوال خطيبة مختار.
- أحمد مظهر في دور الطيار مختار خطيب نوال وصديق كمال.
- نور الشريف في دور د. كمال صديق مختار، ورشدي.
- هدى رمزي في دور هدى ابنة سميرة، وزوجة كمال.
- عبد الرحمن أبو زهرة في دور رشدي صديق مختار، وكمال.
- عزيزة حلمي في دور خديجة هانم عمة هدى.
- محمد الدفراوي في دور أدهم زوج سميرة.
- عماد حمدي في دور رستم.
- صلاح نظمي في دور عادل، صديق رستم.
- فتحية شاهين في دور عنايات صديقة خديجة هانم.

## أغاني الفيلم
قدمت نيللي عدداً من الأغاني والاستعراضات في الفيلم، كلها من تأليف فتحي قورة، وتلحين حسن أبو زيد، عدا «استعراض الإسطوانات» فهو من تلحين حلمي بكر.

## وصلات خارجية
- مقالات تستعمل روابط فنية بلا صلة مع ويكي بيانات

## مصدر
1. ↑  محمود قاسم، موسوعة الأفلام العربية، الجزء الأول، نسخة إلكترونية، لندن، الطبعة الأولى، ديسمبر، 2017، ص 138.
2. 1 2  عناوين الفيلم